# 洛倫佐·迪·克雷迪
洛倫佐·迪·克雷迪（Lorenzo di Credi）是一位義大利文藝復興時期的畫家和雕塑家，以宗教主題的繪畫和肖像畫而聞名。除了偶爾前往附近的城市之外，他的一生都在佛羅倫斯度過。他最著名的經歷是與年輕的達文西同時在安德烈·德爾·韋羅基奧的工作室工作，後者似乎對他的風格產生了相當大的影響。
他師從韋羅基奧，並成為他的首席助手，在師父於1488年去世後繼承了工作室，當時洛倫佐·迪·克雷迪還只有二十多歲。他很大程度上延續了師父的風格，至少一直創作到1520年代，那時他的風格已經相當古板。他似乎沒有親自繪製過壁畫，儘管他的工作室可能做過。喬爾喬·瓦薩里說，洛倫佐·迪·克雷迪避免創作各種大型畫作，更喜歡創作精雕細琢的小幅作品。

## 生平
洛倫佐·迪·克雷迪於1456年或1459年出生於佛羅倫斯，父親是金匠安德烈亞·德·奧德里戈（Andrea d' Oderigo）。他師從著名工匠安德烈亞·德爾·韋羅基奧，1480/81年首次有記錄顯示他在那裡當學徒，工資很低。最終，他成為韋羅基奧的主要助手，在1482年至1483年師傅不在期間管理店鋪，並在1488年韋羅基奧去世後繼承了他的工作室。他接受韋羅基奧的委託，為皮斯托亞主教座堂完成了著名的《廣場聖母》 。這幅畫是1475年韋羅基奧接受委託創作的，但洛倫佐在1485 年至1491年間親自完成。